# Dabjon
Dabjon (vagy Dabylon) település Romániában, Szilágy megyében.

## Fekvése
Szilágy megyében, Zsibótól északnyugatra fekvő település.

## Története
Dabjon nevét 1219-ben említették először az oklevelek Domlun néven, egy idevaló poroszlóval Galus-al kapcsolatban. Dabjon a Kusalyi Jakcsok birtoka volt.
1387-ben oláh lakosságú falu, mely az aranyosi várhoz tartozott. Neve szerepelt a Váradi regestrumban is.
1423-ban Zsigmond király parancsára a váradi káptalan által iktatták be ide Kusalyi Jakcs György fiait, majd a Deésháziak birtoka lett.
1550-ben Deésházi Kelemen örökösei: Móré Márton, Deésházi Borbála és Deésházi Lajos osztozkodtak Dabjonon.
1611-ben Menyői Móré Bálint kapta meg.
1635-ben Haraklányi Miklósné birtoka volt.
1797-ben végzett összeíráskor Dabjon községben a saját telkükön lakó adómentes nemesek voltak többek között: Virág, Gyurkó, Gligor, Rád, Vaszilia, Kis és Mihály családok.
1890-ben 927 lakosa volt, melyből magyar 31, oláh 883, egyéb nyelvű 13, ebből római katolikus 3, görögkatolikus 897, görögkeleti 1, református 7, izraelita 19. A házak száma 203 volt.

## Nevezetességek
- Görögkatolikus fatemploma 1701-ben épült. Anyakönyvet 1824-től vezetnek.